# بطاقة بريدية

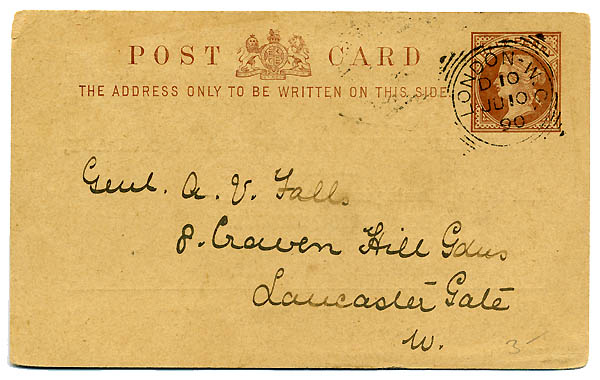
بطاقة بريدية بريطانية عام 1890

البطاقة البريدية هي بطاقة صغيرة نسبياً، تكتب الرسالة أو التحية عليها مباشرة، وترسل عن طريق البريد. غالباً ما تحمل البطاقة البريدية صورة لمعلم سياحي أو تراث شعبي أو مواضيع مميزة أخرى كالنباتات والأزهار والمتاحف والحرف اليدوية وغيرها.

## تاريخ البطاقة البريدية
صدرت بطاقات تحمل رسائل بشكل متقطع ونشرها من قبل الأفراد منذ بداية الخدمات البريدية. أول بطاقة بريدية مصورة معروفة كانت عبارة عن تصميم مرسوم باليد على بطاقة أنشأها الكاتب ثيودور هوك. وقد أرسل هوك البطاقة التي تحمل طابعًا بريديًا أسود بنسًا واحدًا لنفسه في عام 1840 من فولهام (جزء من لندن). ومن المحتمل أنه فعل ذلك على سبيل المزاح مع هيئة البريد، حيث أن الصورة عبارة عن رسم كاريكاتوري للعاملين في مكتب البريد. في عام 2002 بيعت البطاقة البريدية بمبلغ قياسي بلغ 31,750 جنيهًا إسترلينيًا. في عام 2002 بيعت البطاقة البريدية بمبلغ قياسي قدره 31,750 جنيه إسترليني.

### الولايات المتحدة الأمريكية
كان أول ظهور للبطاقات البريدية في الولايات المتحدة الأمريكية عام 1861، حيث أصدر جون ب.تشارلتون براءة اختراع بهذا الخصوص، ثم باع حقوقها إلى هـ.ل.ليبمان، وتميزت بطاقاته بإطاراتها المزخرفة وعرفت ببطاقات ليبمان البريدية. بعد ذلك بتسع سنوات ظهرت البطاقات البريدية في أوروبا.
بدأت دوائر البريد الأمريكية بإصدار بطاقات بريدية مختومة مسبقاً في عام 1873. لقيت هذه الفكرة إقبالاً نظراً لسهولة إرسال الملاحظات والرسائل السريعة. إلا أن دوائر البريد الأمريكية كانت هي الجهة الرسمية الوحيدة المخولة بإصدار وطباعة البطاقات البريدية، واستمر احتكارها لهذا الأمر حتى 19 أيار (مايو) 1898، عندما أصدر الكونغرس الأمريكي قراراً بهذا الصدد سمح فيه لشركات البريد الخاصة بإصدار وطباعة البطاقات البريدية.

### الطوابع الأولى والبطاقات البريدية الخاصة (1865 - 1880)
اقترح المسؤول البريدي البروسي، هاينريش فون ستيفان، لأول مرة "ورقة بريدية مفتوحة" مصنوعة من ورق صلب في عام 1865. واقترح أن تخصص أحد الوجهين لعنوان المستلم، والوجه الآخر لرسالة موجزة. وقد رُفض اقتراحه بحجة أنه متطرف للغاية ولم يعتقد المسؤولون أن أي شخص سيتنازل عن خصوصيته عن طيب خاطر. في أكتوبر 1869، وافق مكتب بريد النمسا-المجر على اقتراح مماثل، بدون صور أيضًا، وارسلت 3 ملايين بطاقة بريدية خلال الأشهر الثلاثة الأولى. ومع اندلاع الحرب الفرنسية البروسية في يوليو 1870، قررت حكومة اتحاد شمال ألمانيا الأخذ بنصيحة النمساوي إيمانويل هيرمان وأصدرت بطاقات بريدية للجنود لإرسالها إلى الوطن من الميدان بتكلفة زهيدة.

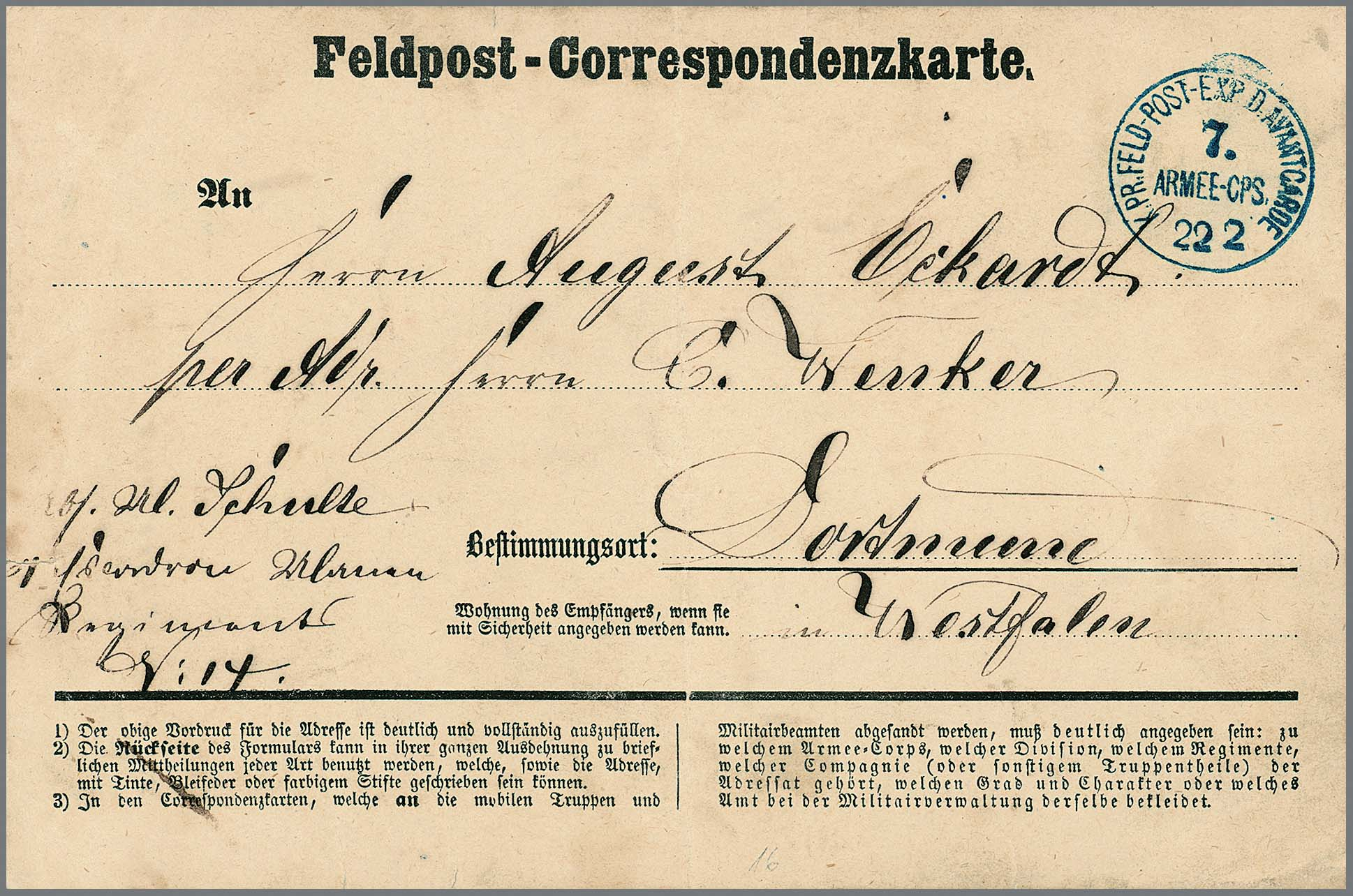
"Feldpost-Correspondenzkarte" (بطاقة مراسلات بريدية ميدانية) استُخدمت أثناء الحرب الفرنسية البروسية عام 1870

شهدت الفترة من 1870 إلى 1874 بدء عدد كبير من الدول في إصدار الطوابع البريدية. ففي عام 1870، انضمت بادن وبافاريا وبريطانيا العظمى ولوكسمبورغ وسويسرا إلى اتحاد شمال ألمانيا. وفي عام 1871، شهدت بلجيكا وكندا والدنمارك وفنلندا وهولندا والنرويج والسويد إصدار طوابع بريدية خاصة بها. وفي عام 1872، قامت كل من الجزائر وشيلي وفرنسا وروسيا بذلك، وتبعتها فرنسا واليابان ورومانيا وصربيا وإسبانيا والولايات المتحدة الأمريكية بين عامي 1873 و1874. تضمنت العديد من هذه البطاقات البريدية صوراً صغيرة على نفس الجانب الذي يحمله الطابع البريدي. بدأ إرسال البطاقات البريدية على المستوى الدولي بعد المؤتمر الأول للاتحاد البريدي العام، الذي انعقد في برن بسويسرا في أكتوبر 1874. تم التصديق على معاهدة برن في الولايات المتحدة في عام 1875.
صُنعت أول بطاقة بريدية مصورة مطبوعة معروفة، تحمل صورة على جانب واحد، في فرنسا عام 1870 في معسكر كونلي على يد ليون بيسناردو (1829-1914). كان معسكر كونلي معسكر تدريب للجنود في الحرب الفرنسية البروسية. طُبع على البطاقات تصميم مطبوع بالحجر يحتوي على صور رمزية لأكوام من الأسلحة على جانبي لفيفة تعلوها أذرع دوقية بريتاني ونقش "حرب 1870. معسكر كونلي. هدية تذكارية للدفاع الوطني. جيش بريتاني" (باللغة الفرنسية). على الرغم من أن هذه البطاقات البريدية المصورة هي بالتأكيد أول بطاقات بريدية مصورة معروفة، إلا أنه لم يكن هناك مساحة للطوابع البريدية ولا يوجد دليل على أنها أُرسلت بدون مظاريف.

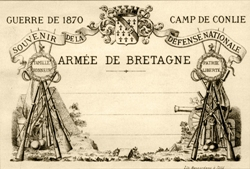
البطاقة البريدية المصورة الأولى المطبوعة المزعومة

في ألمانيا، يعتبر بائع الكتب أوغست شوارتز من أولدنبورغ مخترع البطاقة البريدية المصورة. ففي 16 يوليو 1870، أرسل في 16 يوليو 1870 بطاقة بريدية تحمل صورة رجل يحمل مدفعًا في إشارة إلى الحرب الفرنسية البروسية التي كانت تلوح في الأفق.
وفي عام 1871، أُرسلت أول بطاقة بريدية مصورة معروفة من فيينا حيث كانت الصورة بمثابة تذكار. وظهرت أول بطاقة إعلانية في عام 1872 في بريطانيا العظمى وظهرت أول بطاقة ألمانية في عام 1874. بدأت البطاقات الإعلانية الخاصة في الظهور في الولايات المتحدة حوالي عام 1873، وكانت مؤهلة للحصول على سعر بريدي خاص قدره سنت واحد. كما طبعت بطاقات خاصة مستوحاة من بطاقة ليبمان بالتزامن مع البطاقات البريدية الحكومية الأمريكية في عام 1873. احتوى ظهر هذه البطاقات الخاصة على عبارة "بطاقة مراسلة" أو "بطاقة بريدية" أو "بطاقة تذكارية" وكانت تتطلب رسومًا بريدية قدرها سنتان إذا كُتِب عليها.

## العصر الذهبي للبطاقات البريدية (1890-1915)
ازداد عدد البطاقات التي تعرض الصور خلال عقد الثمانينيات من القرن التاسع عشر. أعطت صور برج إيفل الذي شيد حديثًا في عامي 1889 و1890 زخمًا للبطاقات البريدية، مما أدى إلى ما يسمى "العصر الذهبي" للبطاقات البريدية المصورة. بدأ هذا العصر الذهبي في أوروبا قبل الولايات المتحدة بقليل، ويرجع ذلك على الأرجح إلى الكساد الذي حدث في عقد التسعينيات من القرن التاسع عشر. ومع ذلك، فقد أثار معرض شيكاغو العالمي في عام 1893 حماس العديد من الحاضرين من خلال مجموعة البطاقات البريدية "التذكارية الرسمية" التي روجت لفكرة البطاقات البريدية المصورة. كان المسرح الآن مهيأً لازدهار صناعة البطاقات البريدية الخاصة، وهو ما حدث بالفعل بمجرد أن غيرت حكومة الولايات المتحدة سعر البريد للبطاقات الخاصة من سنتان إلى سنت واحد في مايو 1898.

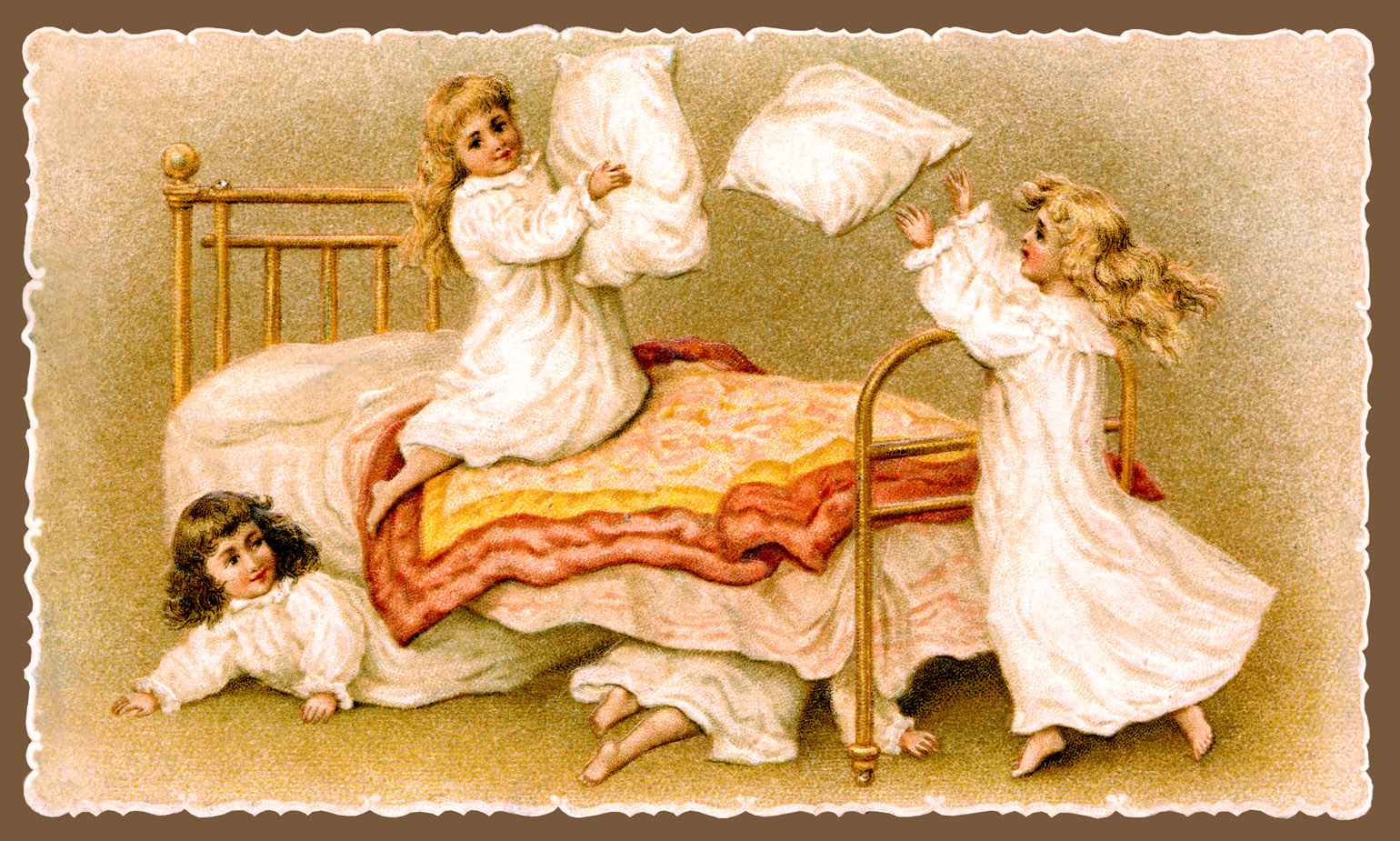
بطاقة بريدية نمساوية من عام 1901

امتد العصر الذهبي للبطاقات البريدية من عام 1905 إلى عام 1915 تقريبًا في الولايات المتحدة الأمريكية، ونشأ العصر الذهبي للبطاقات البريدية من مجموعة من العوامل الاجتماعية والاقتصادية والحكومية. ازداد الطلب على البطاقات البريدية وخفّت القيود الحكومية على الإنتاج، وأدى التقدم التكنولوجي (في التصوير الفوتوغرافي والطباعة والإنتاج الضخم) إلى حدوث هذا الازدهار. بالإضافة إلى ذلك، سمح التوسع في التوصيل الريفي المجاني للبريد بتوصيل البريد إلى عدد أكبر من الأسر الأمريكية أكثر من أي وقت مضى. تم إرسال مليارات البطاقات البريدية بالبريد خلال العصر الذهبي، بما في ذلك ما يقرب من مليار بطاقة بريدية سنويًا في الولايات المتحدة من 1905 إلى 1915، و7 مليارات بطاقة بريدية في جميع أنحاء العالم في عام 1905. وفي الواقع لم تنشر العديد من البطاقات البريدية من هذه الحقبة ولكن عثر عليها من قبل هواة جمع البطاقات البريدية أنفسهم.
وعلى الرغم من سنوات من النجاح المذهل، إلا أن القوى الاقتصادية والحكومية ستؤدي في النهاية إلى نهاية العصر الذهبي. وقد بلغت الذروة في وقت ما بين عامي 1907 و1910 بالنسبة للولايات المتحدة. في عام 1909، نجح الناشرون الأمريكيون في الضغط لفرض رسوم جمركية على الواردات الألمانية عالية الجودة من خلال قانون باين-ألدريتش للتعريفة الجمركية. بدأت آثار التعريفات الجمركية تؤثر تأثيرًا كبيرًا بالفعل، وتصاعد الأعمال العدائية في أوروبا مما جعل من الصعب استيراد البطاقات والحبر إلى الولايات المتحدة. وقد تكون هذه الموضة قد أخذت مسارها الطبيعي وعطلت الحرب جهود الإنتاج في أوروبا، على الرغم من أن إنتاج البطاقات البريدية لم يتوقف تمامًا. كانت البطاقات لا تزال مفيدة للدعاية ولرفع معنويات القوات.

## ما بعد الحرب العالمية الأولى (1918 حتى الآن)

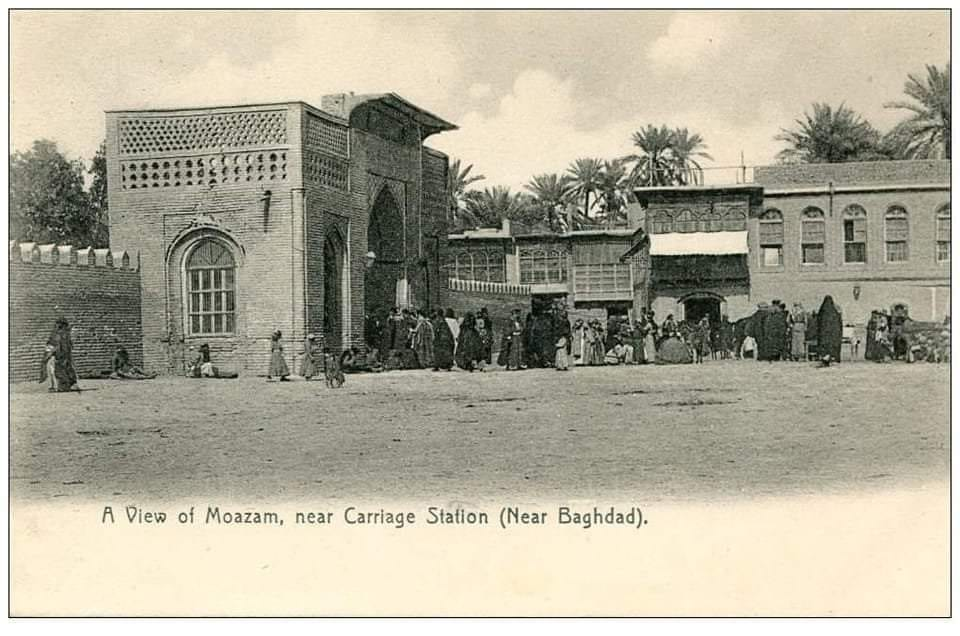
بطاقة بريد تحمل صورة بوابة جامع ابي حنيفة النعمان في الاعظمية ببغداد بداية القرن العشرين

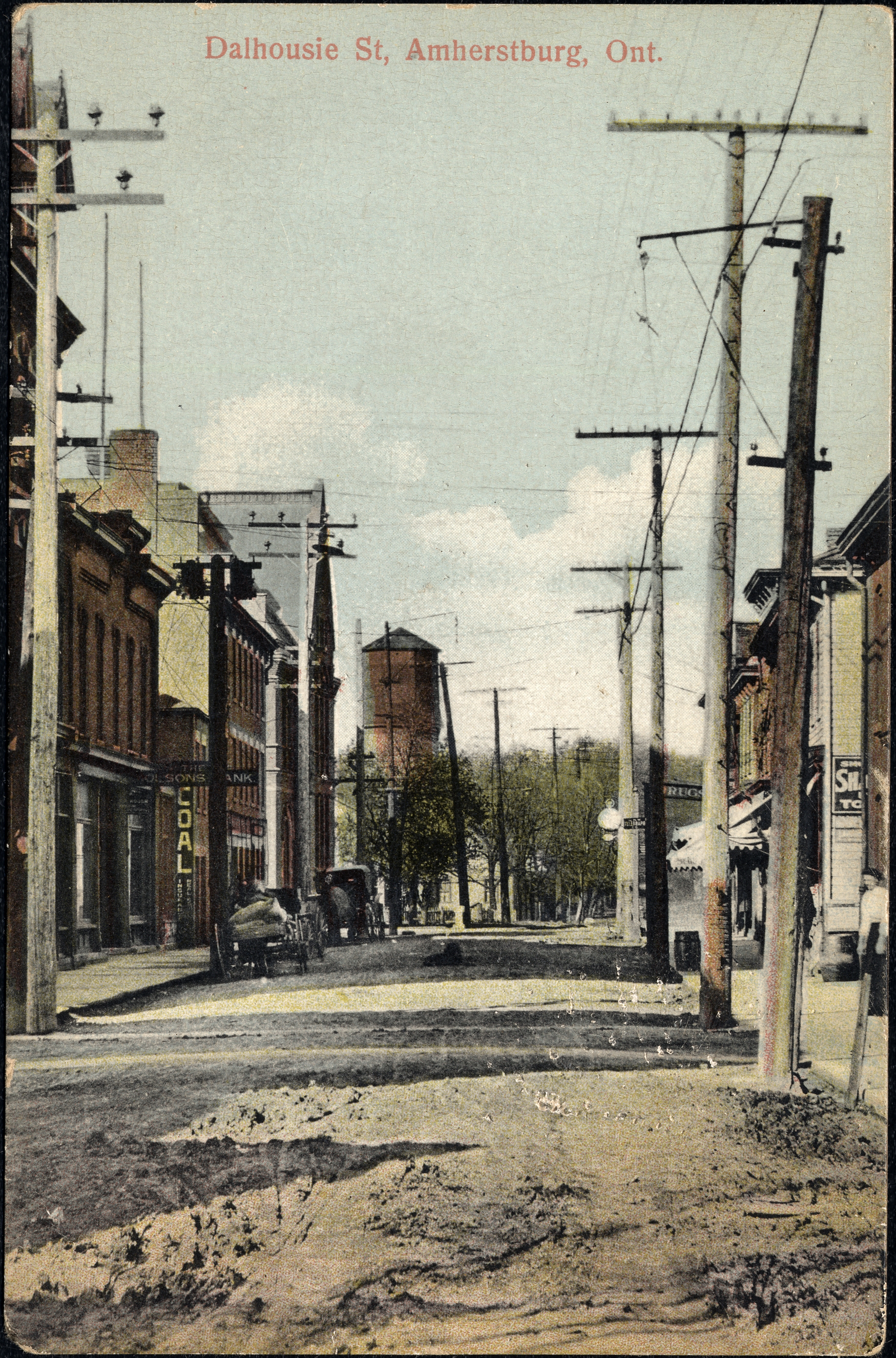
بطاقة بريدية تصور شارع دالهاوسي، أمهرستبورغ، أونتاريو، حوالي عام 1920، من مجموعة ألفين د. مكوردي المحفوظة في أرشيف أونتاريو

بعد الحرب، استمر إنتاج بطاقات البريد، وإن كان ذلك بأساليب مختلفة عن ذي قبل. وانخفض الطلب على البطاقات البريدية، خاصة مع تزايد استخدام الهاتف. ومع تغير الأذواق، بدأ الناشرون في التركيز على المناظر الطبيعية الخلابة والفكاهة والأزياء. طبعت بطاقات "الحدود البيضاء" التي كانت موجودة قبل الحرب بأعداد أكبر من عام 1915 إلى 1930 تقريباً في الولايات المتحدة. وكانت تتطلب حبراً أقل وكانت معايير إنتاجها أقل من البطاقات الألمانية الفاخرة. استبدلت لاحقًا ببطاقات بريد "كتانية" في عقدي الثلاثينيات والأربعينيات من القرن العشرين، والتي استخدمت عملية طباعة شاعت على يد كيرت تيش. وأخيرًا، بدأ العصر الحديث لبطاقات الفوتوكروم (غالبًا ما تُختصر إلى "الكروم") في عام 1939، واكتسبت زخمًا في حوالي عام 1950. هذه البطاقات البريدية اللامعة والملونة هي الأكثر شيوعًا التي نصادفها اليوم. انخفضت مبيعات بطاقات البريد إلى حوالي 25% من مبيعات عقد التسعينيات، مع تزايد شعبية وسائل التواصل الاجتماعي حوالي عام 2007، مما أدى إلى إغلاق المطابع العريقة مثل شركة J Salmon Ltd في عام 2017.

## معرض صور

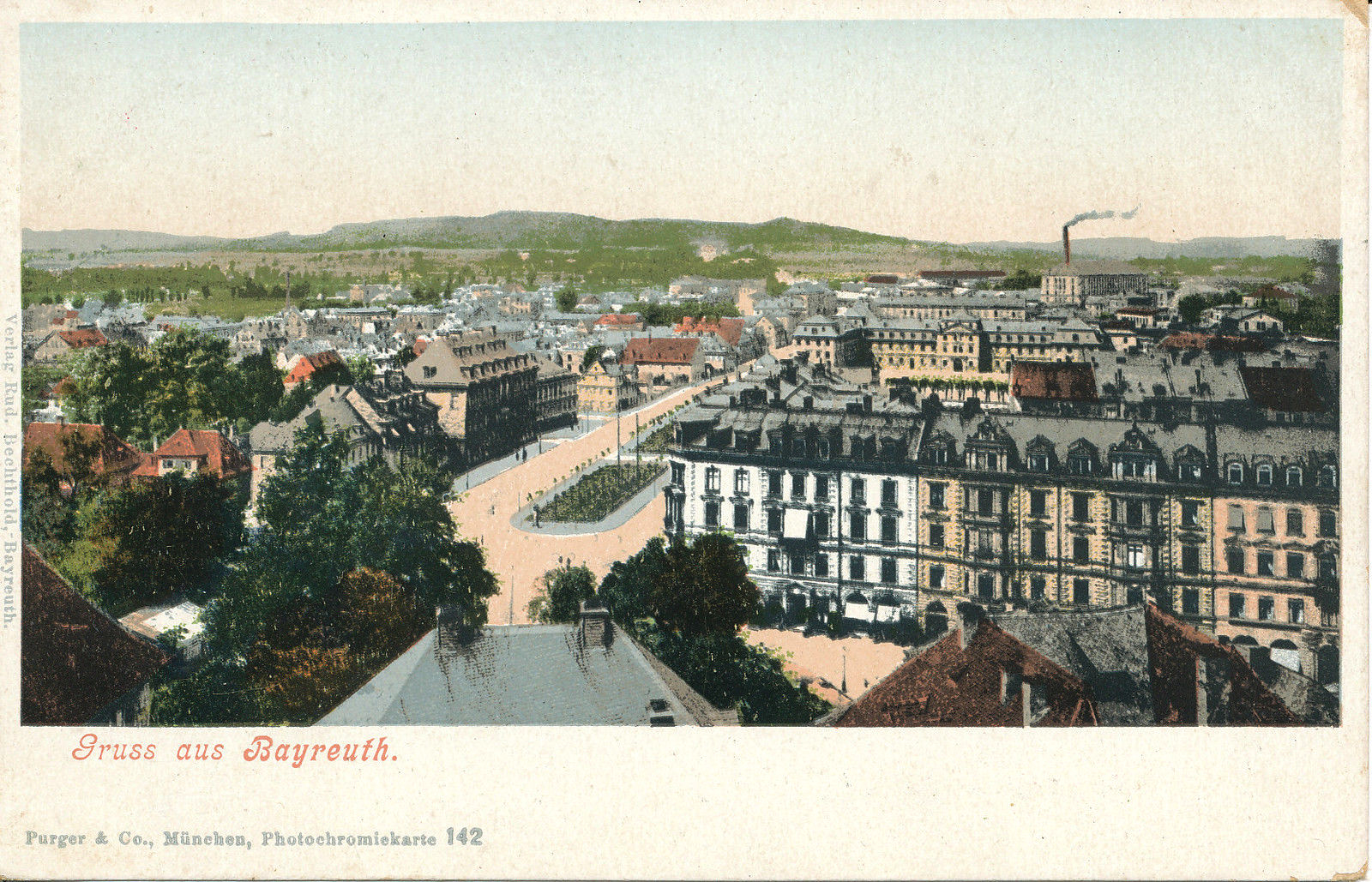
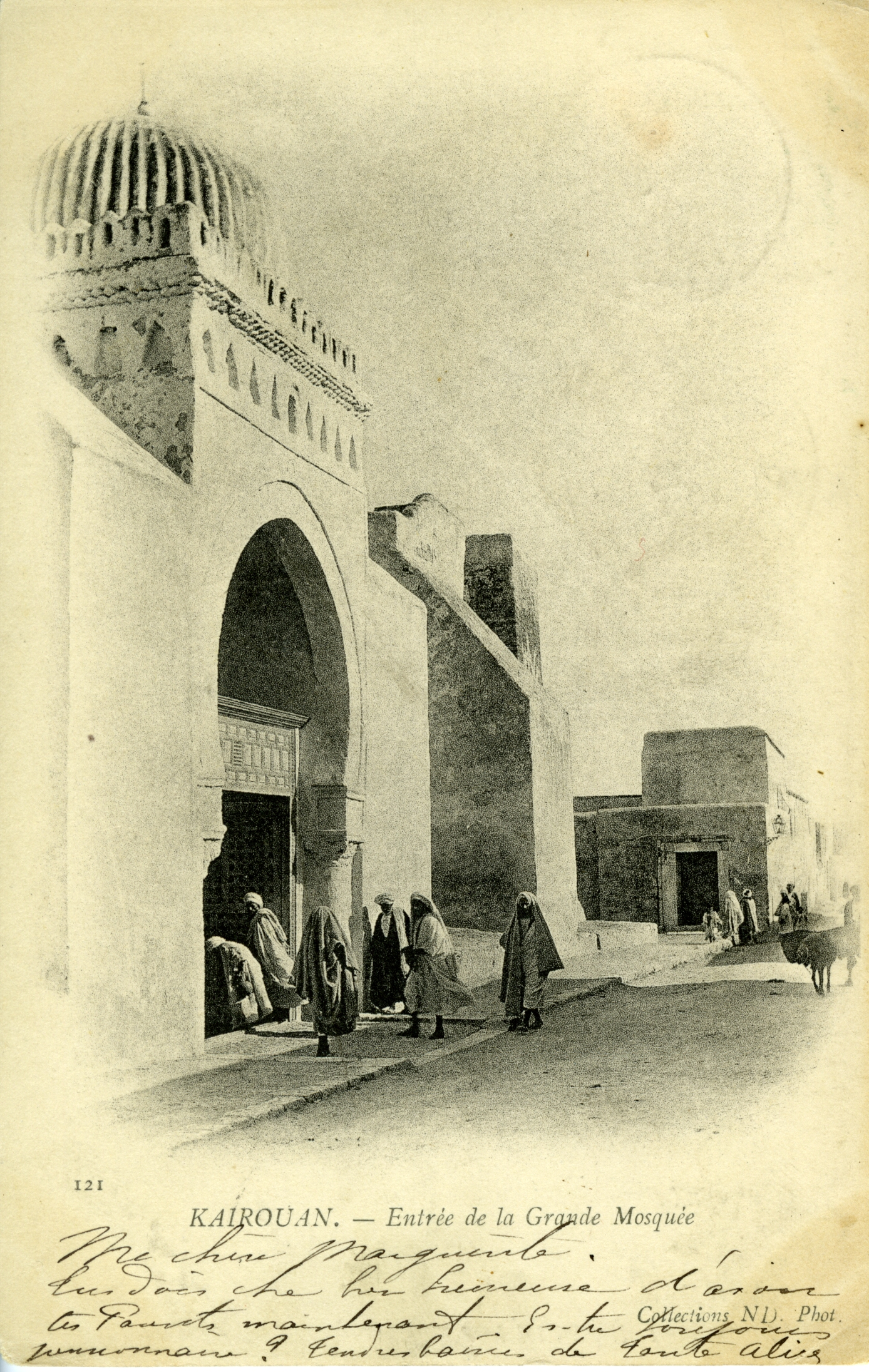
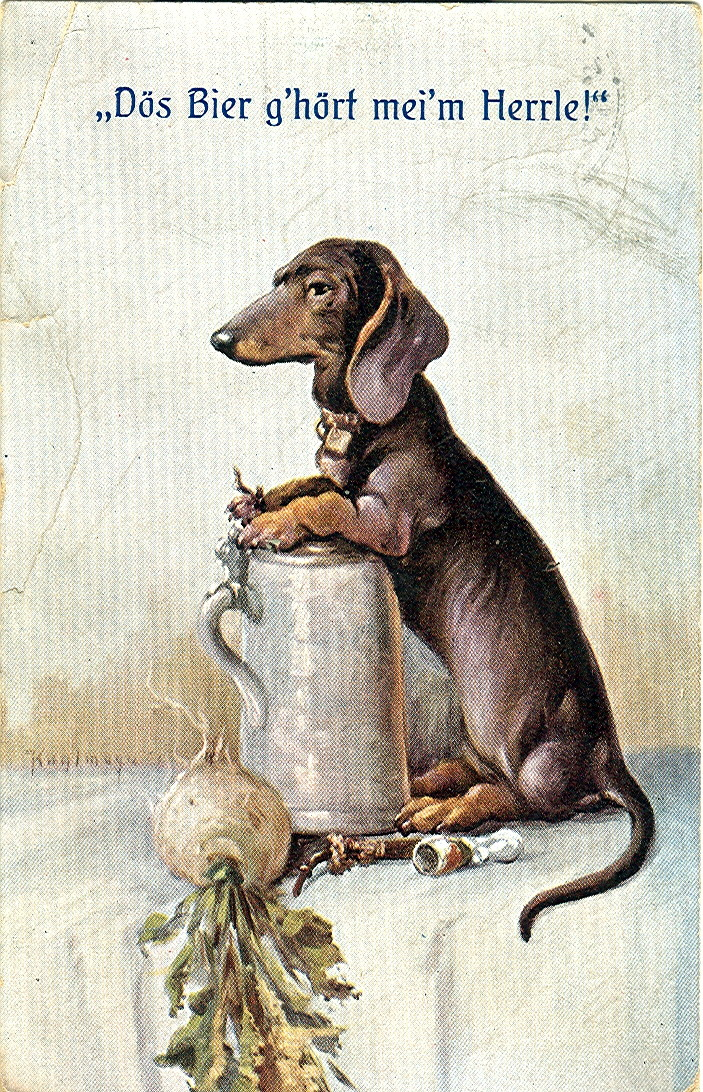
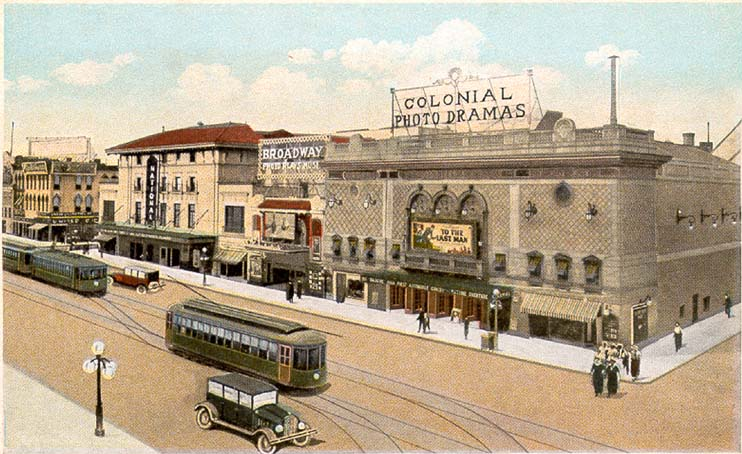